# 顾云生

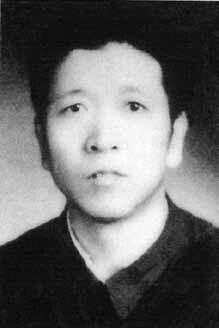
顾云生

顾云生（1907年—1955年11月），又名王建明，山东莱阳顾家村人。中华人民共和国政治人物。

## 生平
1933年加入中国共产党，历任莱阳七区区委组织委员、平招莱掖边区临委组织委员、莱阳县委组织部长。1940年10月-1941年1月，担任莱阳县委书记。后升任南海地委副书记、中海地委副书记、北海地委副书记、平南县委书记、中共莱阳地委书记。1953年2月至12月，任中共青岛市委副书记。后升任山东分局组织部副部长、山东省委工业部副部长等职。1954年在开展反向明斗争中受株连，1955年11月含冤自尽，终年47岁。1984年4月，山东省委为其平反昭雪。